# کبوتر (فیلم ۱۹۶۸)
کبوتر (انگلیسی: The Dove) یک فیلم کوتاه آمریکایی نامزد اسکار محصول سال ۱۹۶۸ است که تقلیدی مسخره‌آمیز از فیلم‌های کارگردان سوئدی، اینگمار برگمان است.